# Carolinenburg

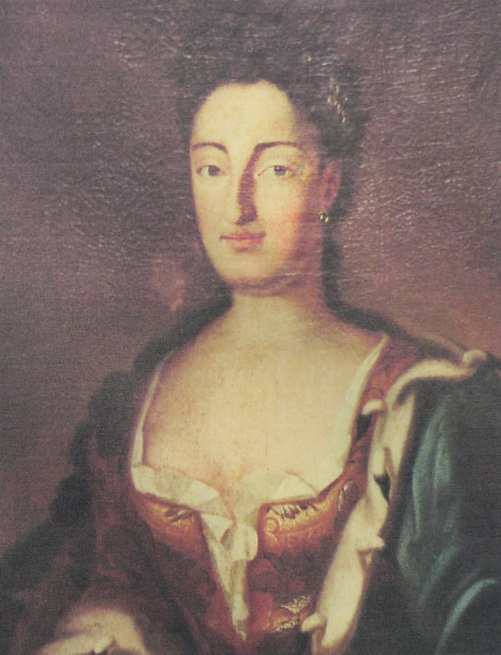
Sophie Karoline von Brandenburg-Kulmbach, Namensgeberin

Die Carolinenburg war eine 18. Jahrhundert in unmittelbarer Nähe östlich des Auricher Schlosses angelegte Parkanlage in der ostfriesischen Kreisstadt Aurich in Niedersachsen, von der heute nichts mehr erhalten ist. Der Name des am 3. März 1983 eröffneten Einkaufszentrums „Carolinenhof“ (seit 2019: Caro) sowie der Fischteichweg erinnern an den Park.

## Geschichte
Nach Angaben des reformierten Geistlichen und ostfriesischen Heimatforschers Otto Galama Houtrouw ließ vermutlich Fürst Georg Albrecht (reg. 1708 bis 1734) die Carolinenburg anlegen und nach seiner Frau Sophie Karoline von Brandenburg-Kulmbach benennen. In dem Park ließ der Fürst zudem ein „ziemlich großes Lusthaus“ errichten. Unmittelbar in der Nähe des Parks befand sich der kleine Fischteich.
Am 25. Mai 1744 starb Carl Edzard, der letzte ostfriesische Fürst aus dem Hause Cirksena. König Friedrich II. von Preußen machte daraufhin sein Nachfolgerecht geltend, das in der Emder Konvention geregelt war. Friedrich überließ Carl Edzards Witwe, Sophie Wilhelmine von Brandenburg-Kulmbach-Bayreuth, den gesamten Inneren Schlossbereich als Wohnung sowie die fürstlichen Gärten, also die Carolinen- und die Julianenburg zur freien Nutzung.